# Jonesmann
Samson Jones, lepiej znany jako Jonesmann, jest to niemiecki raper. Urodził się we Frankfurcie, śpiewa dla wytwórni Bozz Music oraz Sony BMG.

## Dyskografia

### Albumy
- 2002 – Basline wie Wrap, Blunts un Weed
- 2003 – Best of Mixtape
- 2004 – Gesucht & Gefunden (z Pal One)
- 2004 – Macht, Käse, Flows, Cash
- 2006 – S.J.
- 2006 – In dein Mund
- 2008 – Echte Musik

### Single
- 2001 – "Chabs – Kern der Wunden"
- 2006 – "Bis der letzte fällt/Fick dich"
- 2006 – "Nenn mich Jones"

### Pozostałe
- 2006 – "Ihr wollt das Album!'" (z Olli Banjo;